# لنز کانن ئی‌اف ۲۸–۷۰میلی‌متر
لنز کانن ئی‌اف ۲۸–۷۰میلی‌متر (به انگلیسی: Canon EF 28–70mm lens) نام لنز دوربین عکاسی از نوع زوم است که توسط شرکت کانن تولید می‌شود. فاصلهٔ کانونی این لنز ۲۸ تا ۷۰ میلی‌متر، دیافراگم آن دارای ۸ تیغه و ضریب اف آن اف ۲٫۸ تا اف ۲۲ است. این لنز در ۱ نوامبر ۱۹۹۳ میلادی تولید و عرضه شده‌است.